# Пирбудагов, Арип Магомедэминович
Арип Магомедэминович Пирбудагов (15 мая 1948; Баршамай, Кайтагский район, Дагестанская АССР, РСФСР, СССР) — советский тяжелоатлет, советский и российский тренер по тяжёлой атлетике, Заслуженный тренер России и Украины, судья.

## Карьера
Является основателем и первым директором ДЮСШ Кайтагского района. Мастер спорта СССР. Четыре выпускника ДЮСШ района его ученики, стали мастерами спорта. В 1996 году в городе Лянтор Ханты-Мансийского автономного округа Арип Пирбудагов открыл зал тяжёлой атлетики. Работал тренером сборной России с 2001-2006 годы. Работал старшим тренером сборной команды ХМАО. В 2004 году вместе со своим учеником Олегом Перепечёновым отправился на Олимпийские игры в Афины. В августе 2004 года его воспитанник Перепечёнов на той Олимпиаде в Афинах стал бронзовым призёром, однако в феврале 2013 он был лишён медали из-за допинга. Также его учениками являются победители и призёры чемпионатов России Руслан Лизунов и Алан Наниев. Судья международной категории. 3 октября 2006 года награжден медалью ордена «За заслуги перед Отечеством» II степени.

## Известные воспитанники
- Перепечёнов, Олег Александрович — двукратный чемпион Европы, призёр чемпионатов мира[9];
- Лизунов, Руслан Витальевич — чемпион и призёр чемпионатов России;
- Наниев, Алан — призёр чемпионата России;
- Курбанов, Шарапутдин Курбанович — чемпион России и Европы среди ветеранов, тренер.